# Rebecka Hallerth
Gertrud Rebecka Hallerth, född 4 januari 1996, är en svensk friidrottare (släggkastning). Hallerth tävlar för Spårvägens FK och tränas av Jörgen Karlsson.

## Karriär
Hallerth har tagit brons i SM i friidrott i släggkastning 2022-2023.
25 maj 2024 slog Hallerth nytt svenskt rekord i släggkastning, när hon kastade 72,62 i en tävling i Halle i Tyskland. Men hon blev omedelbart av med rekordet när Thea Löfman i nästa kast kastade 73,31.